# Schwei
Schwei ist ein Dorf südöstlich der Meeresbucht Jadebusen. Es bildet mit den Ortschaften Rodenkirchen und Seefeld die Gemeinde Stadland, die im niedersächsischen Landkreis Wesermarsch liegt.

## Geografie und Landschaft
Die Ortschaft befindet sich in niedrigem Land zwischen der südwestlich liegenden Geest und den östlich liegenden Uferwällen der Weser. Dieser Umstand erschwert eine natürliche Entwässerung. Aus diesem Grund ist die Landschaft um Schwei vom Hochmoor geprägt, heute erkennbar anhand der zahlreichen Entwässerungsbauwerke. Bemerkenswert in Schwei war die klare räumliche Trennung von Hausleuten und Kötern.

### Ortsteile

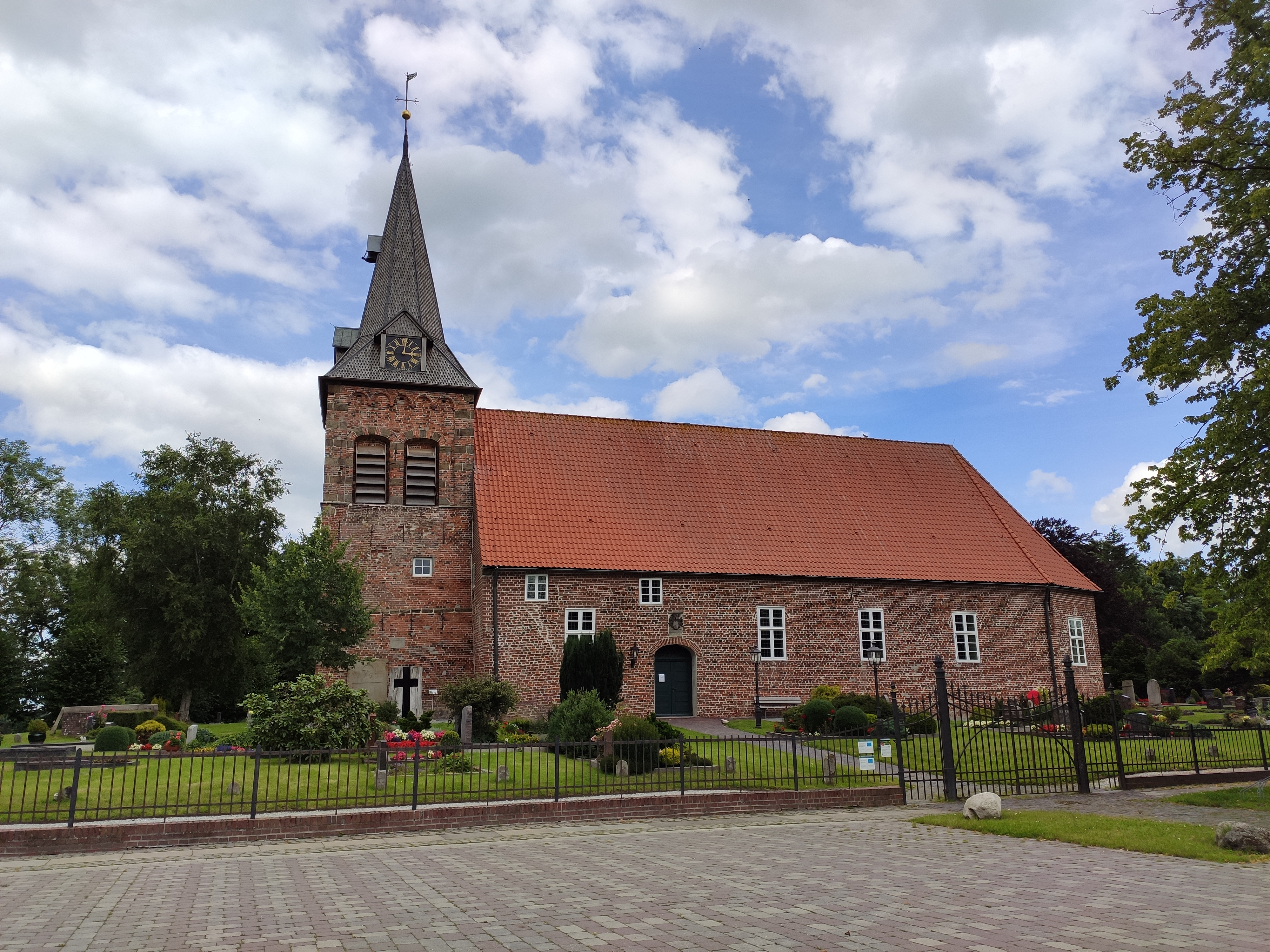
St.-Secundus-Kirche

Zur Ortschaft Schwei gehören die Bauerschaften: Schwei, Norderschwei (I und II), Kötermoor (I und II), Süderschwei (I und II), Schweieraußendeich (I und II), Schweieraltendeich, Schweierfeld und Schwei II.

## Geschichte

### Name
Für die Herkunft des Namens Schwei gibt es zwei Theorien: Das Wort Schwey ginge auf eine mittelalterliche Form von Swige oder Swege zurück, was feuchtes oder niedriges Land beschreibt. Die zweite Theorie geht davon aus, dass der Ortsname auf Schweig zurückgeht, womit ein Viehhof bezeichnet wird, diese Bezeichnung wäre aufgrund der Ortsentstehung aus einem Gutshof ebenfalls plausibel. Johannes Ey geht ebenfalls dieser Etymologie nach, Swege gehe seiner Recherche nach auf Sweige, Sweig, Sweie, Swei zurück und bezeichne einen Viehhof oder einen Weideplatz. Das Verb sweigen hat die Bedeutung Käsebereiten. Ähnliche Namen seien auch im Alpengebiet nachweisbar, wo ähnliche Höfe als Schwaighof bekannt seien. Das Moor südlich von Schwei wird auf einer Karte von 1650 als in den schweih bezeichnet.

### Bis 1528 – Der Klosterhof

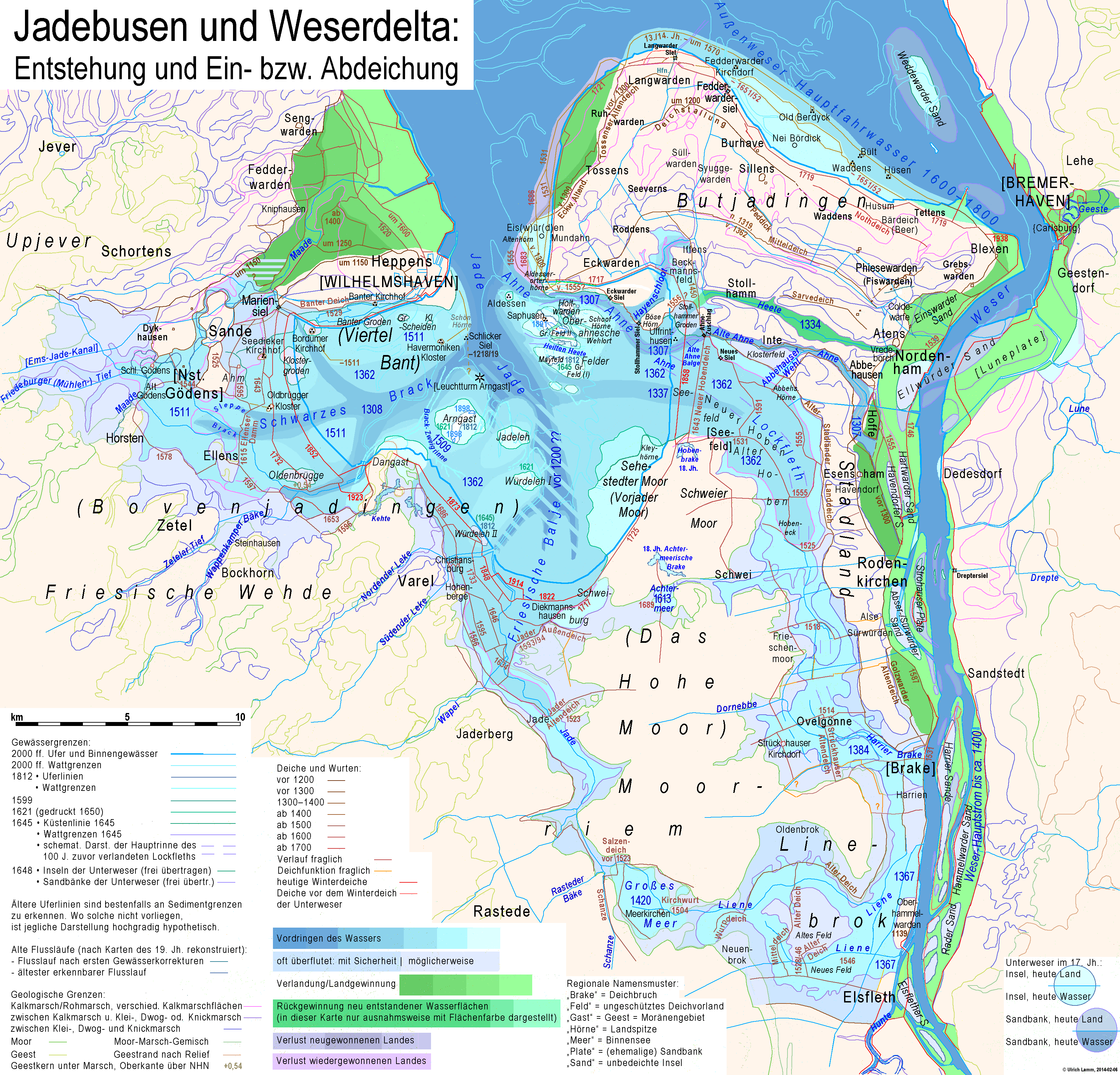
Einbruch des Jadebusens und zeitweiliges Weserdelta. →Sichtbreite 1122 px

Wann die erste Besiedlung von Schwei stattfand, ist nicht überliefert. Die bekannten Anfänge der Siedlung liegen im Mittelalter, als Schwei Teil vom Gutsbezirk des Klosters Hude war. Das Kloster besaß seit den Stedingerkreuzzügen die ersten abhängigen Höfe, auf denen Bauern für sie arbeiteten. Das Zisterzienserkloster Hude war eine verhältnismäßig späte Gründung und in seiner Auslegung der Vorschriften nicht besonders streng. Obwohl es eigentlich Zisterziensermönchen geboten war, nur „von ihrer Hände Arbeit“ zu leben, ohne nach Gewinn zu streben, wurde über den Eigenbedarf hinaus gewirtschaftet und sogar der Zehnte eingezogen. Auch waren wohl weltliche Arbeitskräfte auf dem Hof in Schwei beschäftigt. Neben dem Hof bei Schwei gab es in der Region noch einen Hof to lockflethe und einen in Dalsper bei Moorriem. Typischerweise wurde ein Hof von einem Aufsicht führenden Mönch geleitet, der unterstützt wurde von Bekehrten, also Menschen, die sich für ein klösterliches Leben ohne Mönchsgelübde entschieden hatten. Für die Zeit um 1500 ist eine Klosterkapelle überliefert, die von einem Priester besetzt wurde. Der Priester war höchstwahrscheinlich ein Klosterbruder und kein Pfarrer. Im Jahr 1525 folgte die erste Kirche; diese lag südöstlich von der heutigen Kirche. Das moorige Gebiet um Schwei wurde 1514 unter Graf Johann V. von Oldenburg mit einem Deich von Hahnenknoop bis Hayenwärf geschützt. Der Oldenburger Chronist Hermann Hammelmann datiert die Eindeichung von Schwey bereits unter den Grafen Gerd und eine Inbesitznahme und Vermeierung an die friesischen Bewohner unter Graf Adolf.

### Ab 1528 – Frühe Neuzeit

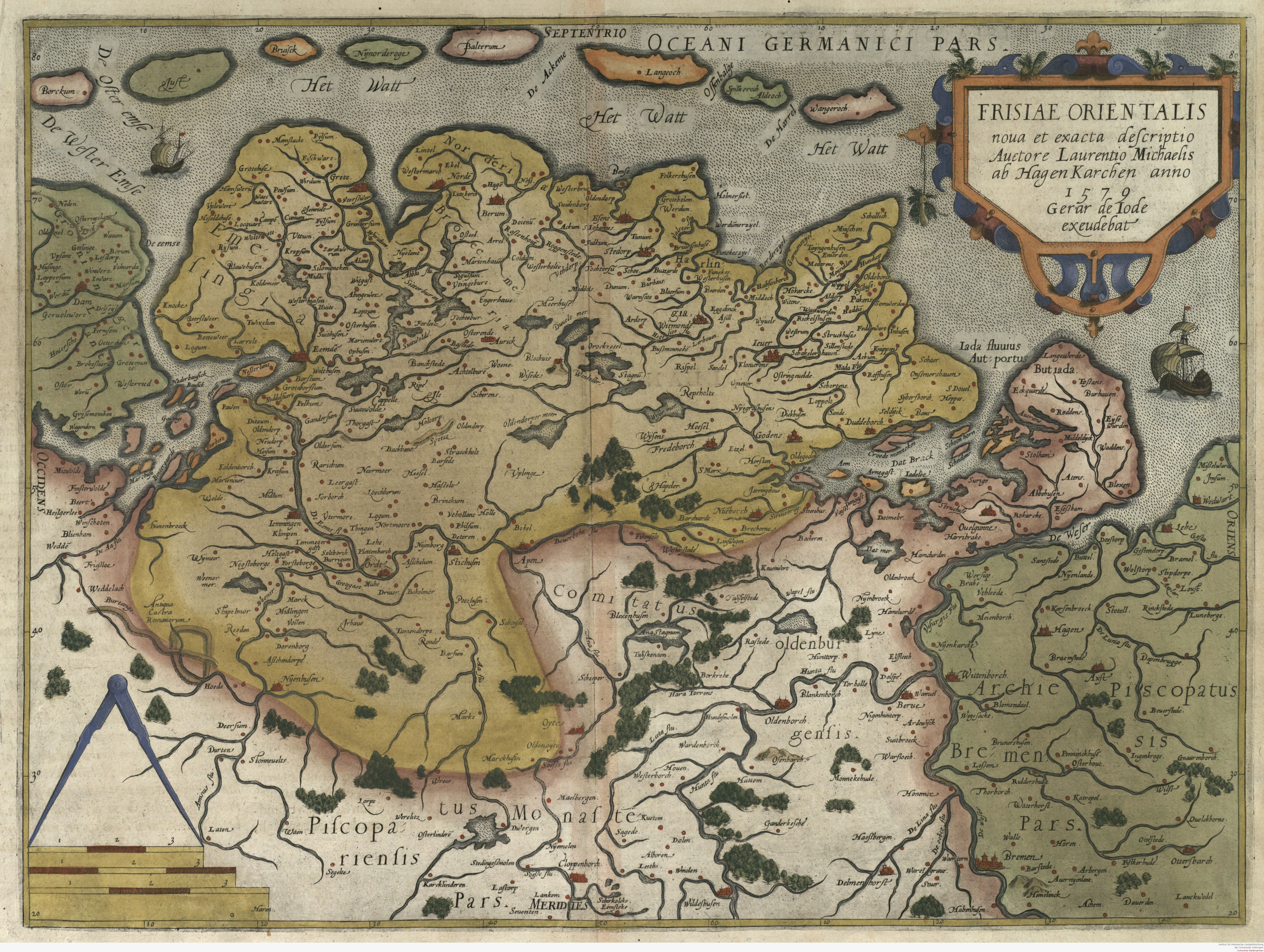
Schwei als Surige um 1579

Der Huder Hof in Schwei lag im oldenburgischen Gebiet; das Kloster Hude jedoch im Delmenhorster Hoheitsgebiet. Während der Reformationszeit wollte Graf Anton I. von Oldenburg dieses fremde Gut unter seine Herrschaft bringen. Er legitimierte die Übernahme von Schwei 1528 mit dem Erbpatronsrecht. Er behauptete, Schwei nur vorläufig in Besitz zu nehmen, um es vor einer weltlichen Übernahme zu schützen. Er gab vor, bei einem späteren Konzil die eingezogenen Höfe zurückzugeben. Als Gegenleistung gestattete er einigen evangelisch gewordenen Mönchen, nach Schwei zu kommen.
So wurde der Hof to den Swege 1528 vom Oldenburger Grafenhaus übernommen. Mit der Übernahme wurde auch das Land in zwölf Meierhöfe aufgeteilt und das Kirchspiel Schwei begründet. Das neue Kirchspiel hatte 38 Bauen und umfasste 1922 Jück. Für diese Zeit ist auch Walter Renzelmann als erster Pfarrer belegt, durch den Schwei als erste evangelische Kirchengemeinde Oldenburgs den Eingang in die Oldenburger Reformationsgeschichte erfährt. Im Jahr 1615 wurde die St. Secundus Kirche errichtet. Aus der Oldenburger Vogteikarte ist der Entwicklungsstand von Schwei im Jahr 1795 zu erkennen, das Kirchdorf hat eine Bebauung von nur sieben Häusern um die Kirche. Der erste Küster und damit der erste Schulunterricht ist für 1559/1593 belegt, die erste Schule folgte 1602. Im Jahr 1681 sind für Schwei ein Pastor, ein Küster und ein Schmied belegt.

#### Naturkatastrophen: Die Achtermeerische Brake
Aufgrund seiner Lage war und ist Schwei anfällig für Sturmfluten. Zwischen Achtermeer und Schweier Zoll kam es 1613 zum ersten belegten Deichbruch während einer Sturmflut, dabei wurde das Hochmoor vom Salzwasser angehoben und zerriss. Im Anschluss ergossen sich die Wassermassen nach Osten bis nach Rodenkirchen, Golzwarden und Ovelgönne. Das Kirchspiel Schwei erlitt ebenfalls starke Schäden, wobei jedoch die Häuser größtenteils verschont blieben, da sie selbst auf dem Hochmoor standen und mit dem Untergrund angehoben wurden. An der Stelle des Deichbruches entstand die Achtermeersche Brake, Brake bezeichnet den Ort eines Deichbruchs. Der hier gelegene Kolk formte einen großen See („Meer“), der sich nördlich der heutigen Ortsbezeichnung an der B 437 befand. Dieser See wurde halbkreisförmig eingedeicht, um die Bruchstelle abzuriegeln. Doch bereits 1615 brach der Deich erneut, dieses Mal an der Anschlussstelle des neuen Deichs, als sich das Hochmoor anhob und das Wasser durchließ. Weitere Deichbrüche folgten 1617, 1625, 1627, 1641 und 1689. Die Entwässerung der Achtermeerschen Brake geschah nicht auf kürzestem Weg in die Jade, sondern folgte dem Weg des späteren Strohhauser Sieltiefs in die Weser.

### Das 19. Jahrhundert
Schwei wurde 1865 mit dem Bau des Chaussees von Varel nach Rodenkirchen mit einer gut ausgebauten Fernstraße ausgestattet. In den Jahren 1872/73 wurde eine Holländerwindmühle in Schwei gebaut.

### Das 20. Jahrhundert
Durch Schwei verlief die 1913 eröffnete Bahnstrecke Varel-Rodenkirchen, das Bahnhofsgebäude in der Bahnhofstraße 1 ist heute noch erhalten aber in privater Nutzung. Die Strecke wurde 1958 eingestellt. Auch nach dem 17. Jahrhundert litt Schwei noch unter der feuchten Landschaft und winterlichen Überschwemmungen. Aus diesem Grund wurde 1931 die Schweier Pumpacht gegründet, die im gleichen Jahr das Schweier Pumpwerk erbaute. 200 Meter nördlich davon wurde das Schweier Verlaat gebaut. Heute wird das Gebäude an der B 437 nicht mehr verwendet, steht aber als Baudenkmal unter Denkmalschutz. Die letzte große Infrastrukturmaßnahme des 20. Jahrhunderts fand in den 1970er Jahren statt, als das Strohauser Sieltief auf die ehemalige Trasse der aufgegebenen Eisenbahnlinie gelegt wurde.
Die Bevölkerung von Schwei wuchs in der direkten Nachkriegszeit durch den Zuzug von Vertriebenen kurzzeitig um etwa eintausend Personen. Der Kalte Krieg hat in Schweierfeld in Form eines Militärstützpunktes Spuren hinterlassen. Hier waren von 1973 bis 1989 Flugabwehrraketen des Typs Nike stationiert.

### Verwaltungsgeschichte
Mit der Gründung des Kirchspiels 1528 wurde Schwei das erste Mal in eine Verwaltungseinheit eingegliedert. Das Kirchspiel fiel 1667 an den Grafen Anton I. von Aldenburg. Unter seiner Gemeindeordnung wurde aus dem Kirchspiel die Gemeinde Schwei. Dieser gab es 1693 jedoch an die Landesherrschaft (Dänemark) zurück. Bis 1811 war das Kirchspiel Teil der Vogtei Schwei, deren Verwaltung sich in Schweierfeld befand. Während der Oldenburgischen Franzosenzeit war Schwei von 1811 bis 1813 als eine Mairie ein Bestandteil des Französischen Kaiserreiches im Kanton Ovelgönne im Arrondissements Oldenburg, der im Département der Wesermündung. Mit der Wiederherstellung der alten Ordnung durch den Wiener Kongress 1815 war Schwei erneut Teil Oldenburgs. Nach der Franzosenzeit bis 1858 war Schwei Teil des Amtes Rodenkirchen; darauf folgte bis 1879 das Amt Brake.
Von 1933 bis 1948 war Schwei ein Ortsteil der Gemeinde Rodenkirchen. Am 1. März 1974 wurde die Gemeinde Stadland gebildet, die aus Rodenkirchen, Seefeld und Schwei besteht.

### Schweier Mühle
Nach Abschaffung des Mühlenzwanges errichtete Gerd Wessels Eilers aus dem Jeverland 1872 in Schwei eine Galerieholländermühle. Diese Mühle trat in direkte Konkurrenz zu der in Schweierfeld betriebenen Erdholländermühe. Aufgrund des moorigen Untergrundes wurde die Mühle auf 99 Rammpfählen errichtet. Neben der Mühle wurde eine Bäckerei angeschlossen. Die Mühle erwies sich für den Betreiber als erfolgreiche Investition, Gerd Wessels Eilers konnte bis zu seinem Tod im Jahr 1900 einige Hektar Land kaufen. Größere Getreidemengen wurden per Schiff nach Strohausersiel gebracht, von wo aus sie mit Hilfe von Pferden nach Schwei transportiert wurden. Für Tage mit Windstille stand eine Dampfmaschine zur Verfügung. Nach dem Tod des Erbauers übernahm der Müllergeselle Otto Eilers die Leitung. 1909 brannte die Mühle durch Blitzschlag ab, wurde jedoch ein Jahr darauf wiederaufgebaut. Bei dieser Gelegenheit erhielt sie eine Windrose und Jalousien. Im oberen Bereich der Windmühle befanden sich zwei große Getreidesilos, deren Fassungsvermögen 90 und 40 Zentner betrug. Während des Ersten Weltkriegs wurde die Mühle nicht betrieben. Daraufhin übernahm der Sohn des Betreibers Bernhard Eilers mit seinem Schwager Göing das Geschäft. Im Jahr 1926 übernahm Vater Eymers die Mühle und gab sie in die Obhut seines Sohnes Georg. Bereits 1930 wurde die Mühle erneut verkauft und 1934 mit einem Dieselmotor ausgestattet. Im Jahr darauf übernahm Hans Mathiesen bis 1942 den Betrieb. Im Anschluss verfiel die Mühle, die Flügel wurden 1946 (oder 1947) durch einen Orkan beschädigt. Infolge der Beschädigung wurden die Kappe mit Flügel und die Windrose abgebaut. Ab 1949 gab es noch einen Betrieb als Motormühle von der Familie Milas, diese wurde jedoch 1956 mit dem Verkauf des Packhauses endgültig aufgegeben. Im August 1956 wurde der Rumpf der Mühle abgerissen. Das zum Wohnhaus umgebaute Packhaus in der Mühlenstraße 3 ist das letzte verbleibende Zeugnis der Schweier Mühle.

### Wappen
Die Gemeinde Schwei bekam ihr Wappen 1952 vom niedersächsischen Innenminister verliehen: „Geteilt von Blau und Silber; oben eine silberne fliegende Möwe; unten ein liegendes blaues Sensenblatt, über dessen Biegung ein blaues Kleeblatt“. Das Wappen soll die Nähe zum Jadebusen, den Ackerbau und den fruchtbaren Boden im Marschgebiet symbolisieren.

## Infrastruktur
Die südlich von Schwei verlaufende B 437 bildet eine Ost-West-Verbindung zwischen A 27 und A 28. Einen direkten Anschluss an eine Autobahn wird östlich des Ortes durch eine Autobahnanschlussstelle der A 20 und B 437 realisiert. Das Strohhauser Sieltief entwässert die mittlere Wesermarsch in die Weser bei Rodenkirchen. In der Nähe von Schwei verläuft eine Stromtrasse zum Kernkraftwerk Unterweser.
Wirtschaft
Die Wirtschaft von Schwei ist durch Landwirtschaft und Handwerksbetriebe geprägt. Die Lage am Jadebusen bringt etwas Tourismus nach Schwei. Aufgrund der Küstenlage und des damit verbundenen Windes gibt es verstärkte Investitionen in die Windenergie.
Öffentliche Einrichtungen
- Integrative Kindertagesstätte „Lüttje Lüü“ mit zwei Gruppen, Krippe und Hort
- Grundschule Schwei
- Ev.-luth. Kirchengemeinde Schwei
- mit Gemeindehaus und Friedhof einschl. Leichenhalle
- Freiwillige Feuerwehr Schwei
- Turnhalle
- Sportplatz

Vereine
- Turn- und Sportverein TuS Schwei von 1898 e. V.[13]
- Sportgemeinschaft SG Schwei / Seefeld / Rönnelmoor e. V. (SGSSR)[14]
- Landvolk
- Schweier Bürgerverein[15]
- Das Rote Kreuz

## Demografie
| Jahr | Einwohner                          |
| ---- | ---------------------------------- |
| 1681 | 1.634 (Kirchspiel)                 |
| 1684 | 1.363 (Kirchspiel)                 |
| 1763 | 1.348                              |
| 1788 | 1.447                              |
| 1791 | 1.538                              |
| 1793 | 1.604                              |
| 1811 | 1.619                              |
| 1815 | 1.652                              |
| 1855 | 1.831 (Gemeinde)                   |
| 1925 | 2.019 (Gemeinde)                   |
| 1939 | 1.749 (Nicht alle Bauernschaften)  |
| 1946 | 2.972 (Wachstum durch Vertriebene) |
| 1950 | 2.860                              |
| 1961 | 1.951                              |
| 2006 | 1.630                              |
| 2012 | 1.538                              |

## Sehenswürdigkeiten
St.-Secundus-Kirche
In Schwei befindet sich die St.-Secundus-Kirche von 1617, die wegen der Schnitzwerke von Ludwig Münstermanns bekannt ist.
Schwimmendes Moor
Nordwestlich von Schwei, bei Sehestedt, befindet sich das einzigartige Schwimmende Moor am Jadebusen. Das Naturdenkmal ist das einzige Außendeichsmoor der Welt und steht unter Naturschutz.
Bronzezeithaus Hartwarderwurp
Östlich von Schwei befindet sich der Nachbau des Bronzezeithauses Hartwarderwurp.

## Bekannte Personen
- Walter Renzelmann (kurz vor 1560 in Schwei gestorben), Pfarrer in Schwei, erster lutherischer Prediger in der Grafschaft Oldenburg.
- Diedrich Konrad Muhle (1780–1869), Pfarrer und Chronist in Schwei
- Theodor Dirks (1816–1902), unterrichtete von 1842 bis 1859 in Norderschwei
- Bernhard Müller (1887–1970), Fuhrmann und Politiker, Mitglied des Ernannten Landtags von Oldenburg